# Manny Motajo
Manny Motajo (Greenbelt, 13 febbraio 1970) è un ex calciatore nigeriano di ruolo difensore.

## Carriera
Motajo ha giocato per circa sei anni a livello professionistico tra la United States Interregional Soccer League (USISL), la Major League Soccer e la Continental Indoor Soccer League (CISL), il campionato professionistico statunitense di calcio indoor. Contestualmente al suo periodo in MLS, Motajo venne notato da alcuni scout durante dei provini e nel febbraio 1996 venne ingaggiato dal LA Galaxy con cui rimase solo per la stagione d'esordio del club e in cui collezionò venti presenze. Per la stagione successiva venne ingaggiato dal Jacksonville C., club militante in A-League. Il 22 maggio 1998 venne ingaggiato dal N.E. Revolution con cui rimase per due stagioni e mettendo insieme 17 presenze.

### Nazionale
Tra il 1988 ed il 1989 ha giocato con l'Under-21 nigeriana.

## Statistiche
| Stagione                      | Squadra                       | Campionato                    | Campionato | Campionato | Coppe nazionali | Coppe nazionali | Coppe nazionali | Coppe continentali | Coppe continentali | Coppe continentali | Altre coppe | Altre coppe | Altre coppe | Totale | Totale |
| Stagione                      | Squadra                       | Comp                          | Pres       | Reti       | Comp            | Pres            | Reti            | Comp               | Pres               | Reti               | Comp        | Pres        | Reti        | Pres   | Reti   |
| ----------------------------- | ----------------------------- | ----------------------------- | ---------- | ---------- | --------------- | --------------- | --------------- | ------------------ | ------------------ | ------------------ | ----------- | ----------- | ----------- | ------ | ------ |
| 1996                          | LA Galaxy                     | MLS                           | 20         | 0          |                 | -               | -               |                    | -                  |                    |             | -           | -           | 20     | 0      |
| 1997                          | Jacksonville C.               | AL                            | 26         | 0          |                 | -               | -               |                    | -                  |                    |             | -           | -           | 26     | 0      |
| 1998                          | N.E. Revolution               | MLS                           | 15         | 0          | USOC            | -               | -               |                    | -                  | .                  |             | -           | -           | 15     | 0      |
| feb.-giu. 1999                | N.E. Revolution               | MLS                           | 2          | 0          | USOC            | -               | -               |                    | -                  |                    |             | -           | -           | 2      | 0      |
| Totale New England Revolution | Totale New England Revolution | Totale New England Revolution | 17         | 0          |                 | -               | -               |                    | -                  | -                  | -           | -           | -           | 17     | 0      |
| Totale carriera               | Totale carriera               | Totale carriera               | 63         | 0          |                 | -               | -               |                    | -                  | -                  | -           | -           | -           | 63     | 0      |